# Karen Grassle
Karen Grassle (Berkeley, 25 febbraio 1942) è un'attrice statunitense, nota per aver interpretato Caroline Ingalls nella serie televisiva La casa nella prateria.

## Biografia
Karen Grassle nasce e cresce a Berkeley, nello stato della California; è la maggiore di due figlie. Sua madre Frae Ella Berry (1907-2002) era un'insegnante di scuola e suo padre Eugene Frederick Grassle (1906-1977) possedeva e gestiva una piccola impresa immobiliare a Ventura. Da bambina studia danza classica, recita in rappresentazioni scolastiche, canta nel coro battista ed è vicepresidente del corpo studentesco al suo ultimo anno di liceo, ricevendo il premio "La ragazza dell'anno". Studia prima alla Ventura High School nel 1959, poi all'Università della California, dove si laurea nel 1965 in arte drammatica. La sua prima parte da attrice le viene affidata a New York nello show Gingham Tree, dove utilizza il nome d'arte di Gabriel Tree.
Quando Michael Landon inizia la serie de La casa nella prateria la sceglie tra 47 candidate, ma la convince ad utilizzare nuovamente il suo nome di nascita.
Karen lavora per la serie fino alla fine nonostante le forti tensioni sul set dovute al proprio compenso.
Contemporaneamente, nel 1981, gira il film La guerra di Harry, al fianco di Edward Herrmann, di cui interpreta la moglie Kathy.
Dopo La casa nella prateria si trasferisce a Louisville, dove continua a lavorare in teatro ed è cofondatrice della compagnia di Teatro di Sante Fe. Verso gli anni novanta torna in California, dove vive con la figlia.
Nel 2006 recita in Driving Miss Daisy, piéce teatrale da cui è stato tratto il film A spasso con Daisy.

### Vita privata
Karen Grassle è stata sposata tre volte. Prima con l'attore Leon Russom; in seconde nozze, nel 1982, sposò J. Allen Radford, col quale adottò la figlia Lily; dal 1991 al 2000 è stata sposata con lo psichiatra Scott T. Sutherland.

## Filmografia parziale
- La casa nella prateria (Little House on the Prairie) – serie TV, 182 episodi (1974-1982)
- La signora in giallo (Murder, She Wrote) – serie TV, episodi 3x14-4x13 (1987-1988)
- Wyatt Earp, regia di Lawrence Kasdan (1994)